# Martin Kosovec
Martin Kosovec (Sveti Ivan Zelina, 8. svibnja 2005.) hrvatski je glazbenik i pjevač.
Pozornost medija i javnosti privukao nastupom u četvrtoj sezoni emisije The Voice Hrvatske radiotelevizije, pobijedivši u finalu izvođenjem pjesme Sjaj u tami.
Mnogi su njegov glazbeni stil usporedili s Ivom Robićem, Vicom Vukovim i Frankom Sinatrom, no Kosovec odbacuje takve usporedbe. Kao svog omiljenog pjevača navodi američkog pjevača Franka Sinatru.

## Djetinjstvo
Rođen je 8. svibnja 2005. u Svetom Ivanu Zelini. Dolazi iz glazbene obitelji. Njegov otac Mladen također je glazbenik i multiinstrumentalist. Pohađao je osnovnu školu Dragutina Domjanića. Upisao je Zrakoplovnu tehničku školu Rudolfa Perešina u Velikoj Gorici.

## Glazbena karijera
Počeo je pjevati s pet godina. Nema glazbeno obrazovanje, već je uzimao privatne satove kod vokalnog pedagoga Bojana Pogrmilovića. Kao dijete nastupao je u nekoliko televizijskih emisija, među kojima su RTL Zvjezdice i Supertalent. Izvodio je uspješnice Vice Vukova, Olivera Dragojevića i Vinka Coce. U svome kraju nastupao je, kako u zboru, tako i kao solist. Izvodio je poznate pjesme Ive Robića te ulomak iz mjuzikla Jalta, Jalta Alfija Kabilja.

### The Voice 2024.
U četvrtoj sezoni glazbenog natjecanja The Voice Hrvatska 2024. Kosovec je pred žirijem prvi put otpjevao pjesmu My way Franka Sinatre i postao članom tima Dina Jelusića. U dvobojima je s pjesmom Let the sunshine in izgubio od Marka Vukića, ali ga je u svoj tim preuzela Vanna.
U desetoj je epizodi u natjecanju uživo glasovima publike ušao u polufinale natjecanja, izvedbom antologijske pjesme Tvoja zemlja Vice Vukova. U polufinalu, gdje su u prolazu odlučivali isključivo gledatelji telefonskim glasovanjem, pjesmom Unchained Melody ulazi u finale. U finalu je pobijedio s 88 504 glasa (64 %) za pjesmu Sjaj u tami Massima Savića. The Voice je osvojio nagradu Zlatni studio za 2024. u kategoriji »najbolja TV zabava«. U tom je povodu u emisiji nastupio Kosovec s pjesmom „Kud plovi ovaj brod” Radojke Šverko.
Prema mnogima smatra se jednim od najboljih izvođača tog natjecanja.

### Samostalne izvedbe
Dana 13. veljače 2024. nastupio je na koncertu u Zaboku. U drugom polufinalu hrvatskog izbora za pjesmu Eurovizije – Dora 2024. premijerno je nastupio s pjesmom Maštarija i time predstavio svoj prvi singl. Dana 8. ožujka 2024. Kosovec je nastupio na autorskom simfonijskom koncertu Alfija Kabilja na kojem su nastupili i Radojka Šverko te Đani Stipaničev. Na Praznik rada 1. svibnja 2024. u Zagrebu održao je zajednički koncert s Gibonnijem.

## Diskografija

### Singlovi
- Maštarija – autor: Vanna, skladatelj: Predrag Martinjak Peggy (23. veljače 2024.)[30]
- Posadi stablo – tekst: Drago Britvić i Alfi Kabiljo (8. ožujka 2024.)[26][31]
- Pružimo ruke – tekst: Alfi Kabiljo (8.ožujka 2024.)[26][31]
- Stigma – tekst: Jelena Balašević (10. studenoga 2024.)[32]
- Ti si bila moje sunce – tekst: Marija Mirković (11. travnja 2025.)[33]
- Roud Trip - tekst: i glazba Baby Jones, aranžman: Dragan Brnas (27. lipnja 2025.)[34]

## Ostalo
- Pojavio se u drugoj sezoni Dnevnika velikog Perice[35] u ulozi Ive Robića, koji je u seriji otvorio program Jugovizije 1968. izvedbom svoje pjesme »Golubovi«.

## Vanjske poveznice
- MartinOfficialVEVO (kanal) na YouTubeu